# Estación de ferrocarril de Nankín
La estación de Nankín (en chino, 南京站; pinyin, Nánjīng Zhàn) es la principal estación de ferrocarril de Nankín, la capital de la provincia china de Jiangsu. Se encuentra en la parte norte del núcleo urbano de Nanjing (a pocos pasos de la muralla de la ciudad), cerca del lago de Xuanwu.
La estación se abrió en septiembre de 1968, poco antes de la apertura del Puente de Nankín sobre el río Yangtsé. La conexión con la línea 1 del Metro de Nanjing comenzó a operar el 3 de septiembre de 2005 como parte de la fase I de la línea desde Maigaoqiao a Andemen. El intercambio con la línea 3 del metro de Nanjing se abrió el 1 de abril de 2015 con la apertura de esa línea.